# Eduardo García Serrano
Eduardo García Serrano (Madrid, 1956) és un periodista espanyol, És fill del també periodista i escriptor Rafael García Serrano. Va ser director de La Gaceta de la Iberosfera, propietat del Grupo Intereconomía.

## Biografia
Va exercir com a redactor en cap en els diaris El Alcázar i La Voz del Progreso abans d'incorporar-se a Radio Intercontinental, on ha desenvolupat la major part de la seva activitat professional. És l'actual director d'informatius de l'edició de Madrid de la cadena, i des de finals dels anys 1980 fins a setembre de 2012 va presentar i va dirigir el dominical matinal Sencillamente Radio. També va presentar i dirigir el magazín diari Buenos días, España.
García Serrano compagina la seva activitat radiofònica amb la seva participació en diferents programes del Grupo Intereconomía, especialment a El gato al agua. Del 26 de setembre al 10 d'octubre de 2012 va ser el director del diari La Gaceta de la Iberosfera, que pertany també al Grupo Intereconomía.

## Polèmiques
García Serrano ha protagonitzat diversos episodis polèmics al llarg de les seves intervencions en els mitjans. El juny de 2006 va qualificar de «maricona vieja» a l'escriptor Antonio Gala, en resposta a un article d'aquest sobre les víctimes del terrorisme. En una línia similar, també el 2006, va definir com a «maricón» al polític socialista Pedro Zerolo, en recriminar-li la seva actitud en política internacional, la qual cosa li va valer la qualificació d'homòfob per part d'alguns mitjans de premsa.
El juny de 2010 va protagonitzar una de les seves aparicions més sonades quan, durant el programa d'Intereconomía TV El gato al agua, va anomenar «guarra», «puerca» i «zorra» a la llavors consellera de Sanitat de la Generalitat de Catalunya Marina Geli arran de la campanya d'educació sexual Sexe jove que portava a terme la Conselleria que ella dirigia. Dies més tard, i després de l'anunci de Geli d'emprendre accions per via penal, García Serrano va demanar públicament excuses, retractant-se dels insults proferits. Per aquests fets va ser condemnat, juntament amb la cadena de televisió, pel jutjat penal número 20 de Madrid al pagament de 21.000 euros, per un delicte d'injúries greus amb publicitat.
Entre els objectius dels seus comentaris també es troba Joan Carles I d'Espanya, a qui també va criticar el 2010 per la intenció manifestada per la Casa Reial de promoure un pacte d'Estat contra la crisi econòmica.

## Obres
- Con otro punto de vista (Actas, 2010). ISBN 978-84-9739-110-8. Obra presentada a la Universitat CEU San Pablo el 22 de desembre de 2010 a càrrec de Mario Conde i Gustavo Pérez Puig.

## Premis i reconeixements
- Micròfon d'Or 2010, per Buenos días, España.
- Antena de Oro, per Sencillamente Radio i Punto de Vista.
- Tres primers premis periodístics del Círculo Ahumada de la Guàrdia Civil.[9]